# Stanley Burrell
Stanley Dewayne Burrell Jr (ur. 16 września 1984 w Fort Knox) – amerykański koszykarz, występujący na pozycji rozgrywającego.
27 lipca 2016 roku podpisał umowę z zespołem Energi Czarnych Słupsk. 27 października został zwolniony.

## Osiągnięcia
Na podstawie, o ile nie zaznaczono inaczej.
NCAA
- Uczestnik rozgrywek:
  - Elite Eight turnieju NCAA (2008)
  - rundy 32 turnieju NCAA (2007, 2008)
  - turnieju NCAA (2006–2008)
- Mistrz:
  - turnieju konferencji Atlantic 10 (2006)
  - sezonu regularnego konferencji Atlantic 10 (2007, 2008)
- Defensywny zawodnik roku konferencji Atlantic 10 (2008)[5]
- Zaliczony do:
  - I składu:
    - turnieju:
      - konferencji Atlantic 10 (2005)
      - Paradise Jam (2007)

    - debiutantów konferencji Atlantic 10 (2005)
    - defensywnego Atlantic 10 (2008)

  - II składu konferencji Atlantic 10 (2006)
  - III składu konferencji Atlantic 10 (2007, 2008)

Drużynowe
- Wicemistrz:
  - Cypru (2016)
  - Belgii (2011)
- Zdobywca pucharu:
  - Białorusi (2015)
  - Cypru (2016)

Indywidualne
- Uczestnik meczu gwiazd ligi niemieckiej (2013)
- Zaliczony do III składu PLK według dziennikarzy (2012)[6]
- Lider w asystach ligi belgijskiej (2010)